# Mariusz Wiktoryn
Gajusz Mariusz Wiktoryn (łac. Gaius Marius Victorinus ur. 281-291 w Afryce, zm. w 363) przydomek: Afer (Afrykańczyk) – gramatyk, łaciński pisarz i tłumacz z greki, rzymski filozof neoplatoński, teolog wczesnochrześcijański.

## Życie i twórczość
W połowie IV w., za panowania Konstancjusza II przybył do Rzymu i zasłynął jako gramatyk, tłumacz dzieł Arystotelesa i Porfiriusza, komentator Cycerona i Wergiliusza, nauczyciel retoryki i filozofii. 
Około 355 nawrócił się na chrześcijaństwo pod wpływem kapłana Symplicjana i w trakcie katechumenatu, w ramach reditio symboli, w katedrze mediolańskiej publicznie wyznał wiarę w Chrystusa. Wydarzenie to odbiło się dużym echem nie tylko w samym Mediolanie, opisał je św. Augustyn w Wyznaniach. W konsekwencji po wydaniu w 362 roku przez cesarza Juliana edyktu zakazującego chrześcijanom nauczania utracił katedrę retoryki i kontynuował pracę pisarską jako teolog.
Według świętego Hieronima postawiono mu pomnik na Forum Trajana.

## Dzieła

### Filozoficzne
Był autorem komentarzy do dzieł Cycerona. Przełożył na łacinę pisma logiczne Arystotelesa, niektórych neoplatoników i być może Plotyna.

### Teologiczne
Cała jego twórczość teologiczna powstała po nawróceniu w latach 358-363.
Wydania krytyczne dzieł Mariusza Wiktoryna:
1. W ramach Corpus Scriptorum Ecclesiasticorum Latinorum t. 83/1-83/2, w Wiedniu:
T. 1. rozprawy teologiczne, wyd. P. Henry, P. Hadot /1971 r./:
- Przeciw Ariuszowi (Ad Candidum Arrianum, Adversus Arium); (358 - 363 r.).
- Traktat Teologiczny o Trójcy
- O Boskim rodzeniu Słowa (De generatione diuini Verbi, ad Candidum Arrianum); Clavis Patrum Latinorum (CPL) 96 (357 - 358 r.)
- O konieczności przyjęcia "homousion" (De homoousio recipiendo); CPL 97 (363 r.).

T. 2. komentarze egzegetyczne, wyd. F. Gori /1986 r./:
- Komentarz do listów św. Pawła: Do Galatów, Do Filipian, Do Efezjan. (Commentarii in epistulas Pauli ad Galatas, ad Philippenses, ad Ephesos); również w CPL 98; PL 8, 1145.

2. Sources chrétiennes 68 i 69 traktaty teologiczne. Była to pierwsza edycja w 1960 r., drugiego wydania w 1971 r. dokonano w ramach CSEL.
3. Patrologia Latina 64, 891nn: Definicje (De definitionibus); CPL 94.